# Serina O-acetiltransferase
Em enzimologia, uma serina O-acetiltransferase (EC 2.3.1.30) é uma enzima que catalisa a reação química:
acetil-CoA + L-serina {\displaystyle \rightleftharpoons } CoA + O-acetil-L-serina
Assim, os dois substratos desta enzima são acetil-CoA e L-serina, enquanto seus dois produtos são CoA e O-acetil-L-serine.
Esta enzima pertence à família das transferases, especificamente a transferência daqueles grupos aciltransferases que não sejam grupos aminoacil.  O nome sistemático desta classe de enzima é acetil-CoA:L-serina O-acetiltransferase. Outros nomes em uso comum incluem SATase, L-serina acetiltransferase, serina acetiltransferase e serina transacetilase.  Esta enzima participa no metabolismo da cisteína e metabolismo do enxofre.

## Estudos estruturais
No final de 2007, 7 estruturas foram resolvidos para esta classe de enzimas, com códigos de acesso PDB 1S80, 1SSM, 1SSQ, 1SST, 1T3D, 1Y7L e 2ISQ.

## Domínio de proteína N terminal
Em biologia molecular, o domínio proteico SATase é a abreviação de serina acetiltransferase e refere-se a uma enzima que catalisa a conversão de L-serina a L-cisteína em E. coli.  Mais especificamente, seu papel é catalisar a ativação de L-serina por acetil-CoA.  Esta entrada refere-se ao N-terminal da proteína a qual tem uma sequência que é conservada em plantas e bactérias.

## Importância da função
O domínio N-terminal da proteína serina acetiltransferase ajuda a catalisar a transferência de acetila.  Esta enzima em particular catalisa a serina em cisteína que é eventualmente convertida no aminoácido essencial metionina.  De particular interesse para os cientistas, é a capacidade de aproveitar a capacidade natural da enzima, serina acetiltransferase, para criar aminoácidos essenciais nutricionais e explorar essa capacidade através de plantas transgênicas.  Essas plantas transgênicas conteriam aminoácidos sulfurados mais essenciais, o que significaria uma dieta mais saudável para humanos e animais.

## Estrutura
O domínio alfa-helicoidal amino-terminal particularmente os resíduos de aminoácidos His158 (histidina na posição 158) e Asp143 (ácido aspártico na posição 143) formar uma tríade catalítica com o substrato para a transferência de acetila.  Existem oito alfa-hélices que formam o domínio N-terminal.